# 施坦瑟約赫山

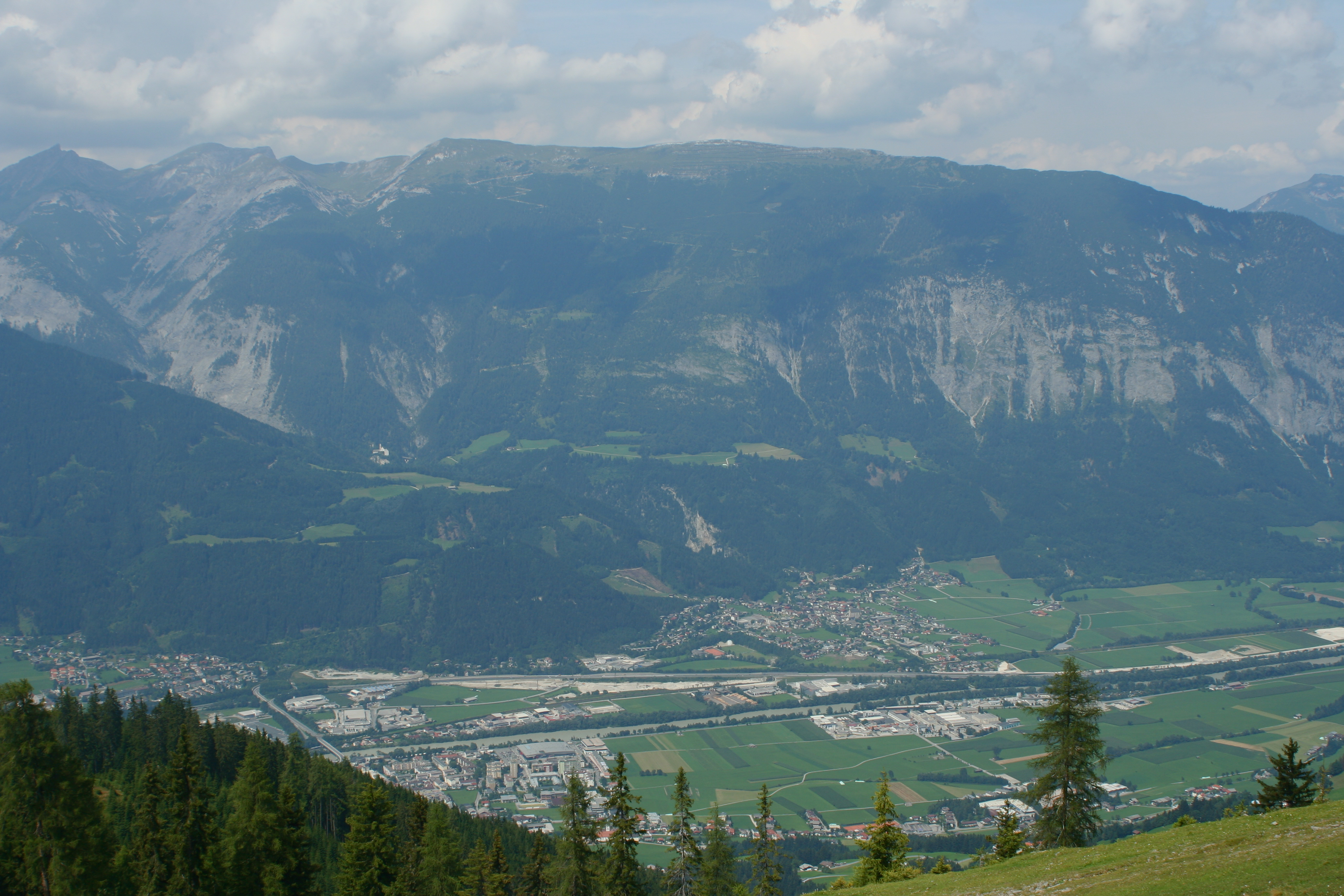

47°23′58″N 11°41′56″E / 47.399449°N 11.698791°E
施坦瑟約赫山（德語：Stanser Joch），是奧地利的山峰，位於該國西部，由蒂羅爾州負責管轄，屬於卡爾文德爾山脈的一部分，海拔高度2,102米，每年平均降雨量1,806毫米。